# AEW Fight Forever
AEW Fight Forever est un jeu vidéo de catch développé par Yuke's et publié par THQ Nordic. Il s'agit du troisième jeu au compteur de la société américaine de lutte professionnelle All Elite Wrestling (AEW). Il est sorti le 29 juin 2023, pour PlayStation 4, PlayStation 5, Windows, Xbox One, Xbox Series X/S et Nintendo Switch,.

## Système de jeu

### Modes de jeu
Différents modes de jeu sont disponibles à la sortie du jeu:
- Singles Match
- Tag-Team
- 3-Way
- 4-Way
- Ladder Match
- Casino Battle Royale
- Falls Count Anywhere
- Unsanctioned Lights-Out
- Exploding Barbed Wire Death Match

### Personnages
| Personnages jouables dans AEW Fight Forever |
| --- |
| - Abadon (en) - Adam Cole - Adam Page - Andrade El Idolo - Anna Jay - Aubrey Edwards (en) - Brian Cage - Brodie Lee - Bryan Danielson - Chris Jericho - Christian Cage - Chuck Taylor - CM Punk - Cody Rhodes - Darby Allin - Dr. Britt Baker D.M.D. - Dustin Rhodes - Eddie Kingston - Hikaru Shida - Jade Cargill - Jeff Hardy - John Silver - Jon Moxley - Jungle Boy - Kenny Omega - Kris Statlander - Lance Archer - Luchasaurus - Malakai Black - Matt Jackson - Miro - MJF - Nick Jackson - Nyla Rose - Orange Cassidy - Owen Hart - PAC - Paul Wight - Penta El Zero M - Powerhouse Hobbs - Rey Fénix - Ricky Starks - Riho - Ruby Soho - Sammy Guevara - Scorpio Sky - Sting - Tay Melo - Thunder Rosa - Trent - Wardlow - Yuka Sakazaki |
| Personnages disponibles en tant que DLC |
| - Adam Copeland - Anthony Bowens - Cash Wheeler - Claudio Castagnoli - Danhausen (en) - Dax Harwood - HOOK - Jamie Hayter - Jay White - Keith Lee - Matt Hardy - Max Caster - Samoa Joe - Swerve Strickland - The Bunny - Toni Storm |

## Développement
Le jeu a été annoncé le 10 novembre 2020 lors de l'événement spécial AEW Games 1.0. La bande-annonce mettait en vedette les lutteurs AEW Kenny Omega, Chris Jericho et Hikaru Shida. Hideyuki "Geta" Iwashita, directeur de WWF No Mercy et WCW/NWO Revenge, a également été annoncé comme étant impliqué dans un rôle non divulgué. En juin 2021, la première vidéo de gameplay en développement a été publiée, avec l'apparition de Darby Allin en tant que personnage jouable. En septembre, une autre courte vidéo de gameplay mettant en vedette Jungle Boy est sortie. En février 2022, Kenny Omega a déclaré que le titre comporterait le support de jeu multiplateforme.
Après l'enregistrement d'AEW Dynamite le 21 avril 2022, le fondateur d'AEW, Tony Khan, a déclaré à la foule en direct que le titre du jeu vidéo serait AEW : Fight Forever.  Cela a ensuite été confirmé le 4 mai 2022, avec la sortie de vidéos de gameplay mettant en vedette Kris Statlander et Nyla Rose,. En juin 2022, Omega a déclaré dans une interview avec Fightful que le jeu devait provisoirement sortir plus tard cette année-là. Omega a confirmé plus tard que le jeu serait publié par THQ Nordic.
Le 22 mai 2023, AEW Games annonce par le biais d'une vidéo présentée par Kenny Omega que AEW Fight Forever sortira le jeudi 29 juin 2023 sur PS4, PS5, Xbox One, Xbox Series, Microsoft Windows et Nintendo Switch.